# Azuré lavandin
Kretania martini
Espèce
Synonymes
- Lycaena martini Allard, 1867
- Plebejus martini (Allard, 1867)

L’Azuré lavandin (Kretania martini) est une espèce nord-africaine de lépidoptères de la famille des Lycaenidae et de la sous-famille des Polyommatinae.

## Systématique
L'espèce connue aujourd'hui sous le nom de Kretania martini a été décrite par l'entomologiste français Gaston Allard en 1867 sous le nom initial de Lycaena martini,. La localité type est Lambessa, en Algérie.
Longtemps placée dans le genre Plebejus, notamment dans son sous-genre Plebejides, l'espèce a récemment été déplacée vers le genre Kretania, comme les autres Plebejides.
Plusieurs sous-espèces ont été décrites, :
- Kretania martini martini (Allard, 1867) — en Algérie.
- Kretania martini ungemachi (Rothschild, 1926) — au Maroc, dans le Haut-Atlas et le Moyen-Atlas.
- Kretania martini mgouna (Tarrier, 2002) — au Maroc, dans le massif du M'Goun.
- Kretania martini regularis (Tennent, 1995) — au Maroc, dans le Rif occidental.

## Noms vernaculaires
- en français : l’Azuré lavandin
- en anglais : Martin's blue

## Description
L'imago de l’Azuré lavandin est un papillon de petite taille, qui présente un dimorphisme sexuel : le dessus du mâle est bleu-violet avec une fine bordure noire et une frange blanche, tandis que celui de la femelle est brun sombre avec une suffusion basale bleue, une frange blanche, et une série de lunules submarginales orange et de points marginaux noirs aux ailes postérieures.
Le revers des ailes a un fond gris beige orné de points basaux, discaux et postdiscaux noirs cerclés de blanc, d'une série de lunules submarginales orange bordées intérieurement de chevrons noirs et blancs, et d'une série de points marginaux noirs.
Cette ornementation ressemble à celle de l'espèce voisine Kretania allardii, qui a cependant des points plus marqués, surtout à l'aile postérieure, et à cerclages blancs plus épais.

## Biologie

### Phénologie
L’Azuré lavandin vole en une génération, de mai à début juillet,.

### Plantes hôtes
Les plantes-hôtes sont Astragalus massiliensis et Acanthyllis numidia pour K. m. martini, Astragalus incanus incurvus pour K. m. ungemachi et Astragalus armatus pour K. m. regularis. Astragalus alopecuroides et A. nemorosus sont également citées.
Myrmécophiles, les chenilles sont soignées par des fourmis du genre Crematogaster,.

## Distribution et biotopes
L’Azuré lavandin est présent en Afrique du Nord, plus précisément au Maroc (sous-espèces ungemachi, mgouna et regularis) et dans le Nord de Algérie (sous-espèce nominale),,.
Assez localisé, il réside dans des milieux ouverts assez secs et fleuris, généralement entre 1 000 et 2 100 m d'altitude, mais parfois plus bas.

## Conservation
Au Maroc, la sous-espèce Kretania martini ungemachi est considérée comme vulnérable, K. m. regularis en voie d’extinction, et K. m. mgouna en danger.